# آلیسا لپسلتر
آلیسا لپسلتر (انگلیسی: Alisa Lepselter؛ زادهٔ ۱۹۶۳ میلادی) تدوین‌گر اهل ایالات متحده آمریکا است. وی دانش‌آموختهٔ رشتهٔ تاریخ هنر در دانشگاه دوک است.
از فیلم‌ها یا مجموعه‌های تلویزیونی که وی در آن‌ها نقش داشته است می‌توان به رذل و دوست‌داشتنی، دزدهای خرده‌پا، نفرین عقرب یشمی، پایان هالیوودی، چیزی غیر از این، ملیندا و ملیندا، امتیاز نهایی، اسکوپ، رؤیای کاساندرا، ویکی کریستینا بارسلونا، هرچه نتیجه‌دار باشد، غریبه‌ای بلندقد و سیاهپوش را ملاقات خواهی کرد، نیمه‌شب در پاریس، تقدیم به رم با عشق، یاسمن پژمرده، جادو در مهتاب، مرد بی‌منطق و کافه سوسایتی اشاره نمود.